# Gro Harlem Brundtland
Gro Brundtland, nata Harlem (Oslo, 20 aprile 1939), è un medico e politica norvegese, impegnata sul fronte ambientalista.
Membro del Partito Laburista (AP), che ha presieduto dal 1981 al 1992. Già ministra per la protezione dell'ambiente dal 1974 al 1979 sotto il secondo governo socialdemocratico di Trygve Bratteli e Odvar Nordli, è stata ministra di Stato della Norvegia tre volte tra il 1981 e il 1996, trascorrendo quasi dieci anni al potere - prima donna primo ministro norvegese e la prima donna leader dei socialdemocratici norvegesi. In seguito ha guidato l'Organizzazione mondiale della sanità (OMS) dal 1998 al 2003.
Ha presieduto la stesura del rapporto “Il nostro futuro comune”, noto come rapporto Brundtland, sotto l'egida delle Nazioni Unite, che definisce il principio dello sviluppo sostenibile.
Brundtland apparteneva all'ala moderata del suo partito e sostenne l'adesione della Norvegia all'Unione europea durante il referendum del 1994. Come Primo ministro Brundtland divenne ampiamente nota come la "madre della nazione". Brundtland ha ricevuto il Premio Carlo Magno nel 1994 e molti altri premi e riconoscimenti.

## Biografia
Nata nel 1939 a Oslo, è figlia del professore di medicina Gudmund Harlem (1917-1988), ex ministro della difesa dal 1961 al 1965 e degli affari sociali dal 1955 al 1961, e di Inga Margareta Elisabet Brynolf (1918-2005) di origine svedese. I suoi fratelli minori sono Lars (1946-2022) e Hanne (1964), ministro della giustizia dal 17 marzo 2000 al 19 ottobre 2001.
Gro ha studiato medicina all'Università di Oslo e si è laureata nel 1963. Nel 1965 ha studiato sanità pubblica all'Università di Harvard. Ha poi praticato l'attività medica in Norvegia per un certo numero di anni.
Nel 1960 sposò il politologo Arne Olav Brundtland (* 1936), dal quale ebbe quattro figli.

## Carriera politica
Nel 1974 entra nella scena politica come ministro dell'ambiente. Ha ricoperto la carica fino al 1979, nei governi Bratteli II e Nordli.
Dopo un rimpasto di governo nel 1979, scompare dall'esecutivo, ma prende posto in Parlamento. Nei sondaggi per le elezioni del 1981 il suo partito i socialdemocratici non se la passano molto bene, perdono soprattutto il premier Nordli. Nel tentativo di invertire la rotta, Brundtland divenne primo ministro, diventando la prima donna in assoluto e, a 41 anni, la più giovane di sempre.
Nelle elezioni dello stesso anno, tuttavia, il suo partito perde pesantemente e finisce all'opposizione. Nelle elezioni del 1985 il partito si riprese, ma non riuscì a conquistare abbastanza seggi per entrare nella coalizione.
Nel 1986 cade il governo conservatore e ne viene formato uno nuovo con Gro Harlem Brundtland come primo ministro. Il suo secondo governo contava 8 donne su 18 ministri. Ha pubblicato il Rapporto Brundtland, uno dei documenti più importanti sullo sviluppo sostenibile. Nelle elezioni del 1989, il suo partito perde molti voti di sinistra a favore del Partito Socialista di Sinistra, entrando in una coalizione conservatrice senza che i socialdemocratici si ricostituiscano.
13 mesi dopo, il Partito Socialista di Sinistra ha staccato la spina alla coalizione. Di conseguenza, Gro Harlem Brundtland formò un governo di minoranza. Nel suo terzo periodo, nei temi del suo governo c'erano principalmente questioni europee. Nell'ottobre 1996 annunciò le sue dimissioni.

## Attività istituzionale fuori dalla Norvegia

### Commissione mondiale sull'ambiente e lo sviluppo
Nel 1983 il Segretario generale delle Nazioni Unite la nominò presidente della Commissione mondiale sull'ambiente e lo sviluppo.

### Organizzazione mondiale della sanità
Nel 1997 è stata una delle candidate a diventare segretario generale delle Nazioni Unite prevalendo poi il ghanese Kofi Annan.
Tuttavia, il 13 maggio 1998, è diventata capo dell'Organizzazione mondiale della sanità per un periodo di 5 anni. L'8 gennaio 2007, ha ricevuto un dottorato honoris causa dall'Università di Amsterdam in occasione del 375° Dies Natalis dell'Università di Amsterdam. 
Nel 2004 una classifica pubblicata dal giornale britannico Financial Times l'ha vista al quarto posto tra gli europei più influenti degli ultimi 25 anni.

## Premi e riconoscimenti
- 2004: Premio Blue Planet[1]